# لغات بلغاريا
اللغة الرسمية في بلغاريا هي اللغة البلغارية، والتي يتحدث بها 85% من سكان البلاد. اللغات الرئيسية الأخرى هي التركية (9.1٪)، والرومنية (4.2٪) (النوعان الرئيسيان هما البلقانية الرومنية والفلاخ رومني). هناك أعداد أقل من المتحدثين باللغة الأرمنية والأرومانية والرومانية والتتارية القرمية والغاغاوزية والبلقانية والمقدونية والإنجليزية . ويُقدر عدد مستخدمي لغة الإشارة البلغارية بنحو 37000 شخص.

خريطة الأعراق في بلغاريا

## تعداد عام 2011
في تعداد عام 2011، أجاب 6٬640٬000 مشارك على السؤال الاختياري حول اللغة الأم، أي ما يزيد قليلاً عن 90% من إجمالي السكان.
| اللغة الأم                     | عدد المتحدثين | نسبة مئوية من المجيبين |
| ------------------------------ | ------------- | ---------------------- |
| البلغارية                      | 5,659,024     | 85.20%                 |
| التركية                        | 605,802       | 9.12%                  |
| روماني                         | 281,217       | 4.23%                  |
| الروسية                        | 15,808        | 0.24%                  |
| الأرمنية                       | 5,615         | 0.08%                  |
| روماني                         | 5,523         | 0.08%                  |
| اليونانية                      | 3,224         | 0.05%                  |
| "فلاخ" (الأرومونية والرومانية) | 1,826         | 0.03%                  |
| الأوكرانية                     | 1,755         | 0.03%                  |
| المقدونية                      | 1,404         | 0.02%                  |
| اللغة العربية                  | 1,397         | 0.02%                  |
| التتار                         | 1,372         | 0.02%                  |
| آخر                            | 10,623        | 0.16%                  |
| لم يحددوا                      | 47,564        | 0.72%                  |
| إجمالي المجيبين                | 6,642,154     | 100%                   |
| إجمالي السكان                  | 7,364,570     |                        |

## تعداد عام 2001
يُعرِّف تعداد عام 2001 المجموعة العرقية بأنها "مجتمع من الناس، يرتبطون ببعضهم البعض من خلال الأصل واللغة، وقريبون من بعضهم البعض من خلال أسلوب الحياة والثقافة"؛ وتُعرَّف لغة الأم بأنها "اللغة التي يتحدث بها الشخص بشكل أفضل ويستخدمها عادةً للتواصل في الأسرة (الأسرة)".
| اللغة الأم | حسب المجموعة العرقية | نسبة مئوية | حسب اللغة الأولى | نسبة مئوية |
| ---------- | -------------------- | ---------- | ---------------- | ---------- |
| البلغارية  | 6,655,210            | 83.93%     | 6,997,000        | 88.46%     |
| التركية    | 746,660              | 9.42%      | 663,000          | 8.62%      |
| روماني     | 370,910              | 4.67%      | 128,000          | 1.13%      |
| غيرها      | 69,000               | 0.87%      | 71,000           | 0.89%      |
| المجموع    | 7,928,900            | 100%       | 7,928,900        | 100%       |

## البلغارية
اللغة البلغارية هي اللغة الرسمية الوحيدة في البلاد. ويتحدث بها الغالبية العظمى من السكان البلغاريين وتستخدم في جميع مستويات المجتمع. إنها لغة سلافية، وأقرب لغة لها هي اللغة المقدونية.
تُكتب اللغة البلغارية بالكتابة الكيريلية، والتي تستخدمها أيضًا اللغات الروسية والأوكرانية والبيلاروسية والصربية والمقدونية.

## لغات الأقليات
التركية
يشكل الأتراك أكبر مجموعة أقلية في البلاد. الأتراك في بلغاريا هم من نسل المستوطنين الأتراك الذين قدموا من الأناضول عبر مضيق الدردنيل والبوسفور بعد الفتح العثماني للبلقان في أواخر القرن الرابع عشر وأوائل القرن الخامس عشر، فضلاً عن البلغار الذين اعتنقوا الإسلام وأصبحوا أتراكًا خلال قرون الحكم العثماني.
الرومنية
يشكل الغجر ثاني أكبر مجموعة أقلية في البلاد. إن الغجر في بلغاريا هم من نسل المهاجرين الرحل الغجر الذين قدموا من الهند عبر مضيق الدردنيل والبوسفور ، في أواخر القرن الثالث عشر وبعد الفتح العثماني للبلقان في أواخر القرن الرابع عشر وأوائل القرن الخامس عشر، وأيضًا خلال القرون الخمسة من الحكم العثماني.
لغات أخرى اللغات الأقلية الأخرى التي يتحدث بها السكان هي الروسية والأوكرانية والأرمنية والتتارية واليونانية والرومانية والأرومانية (واللغتان الأخيرتان يشار إليهما غالبًا باسم "فلاخ" في بلغاريا).

## اللغات الأجنبية
وفقًا لمسح يوروباروميتر الذي أُجري في عام 2024، كانت اللغة الإنجليزية هي اللغة الأجنبية الأكثر شيوعًا في بلغاريا (29% زعموا معرفة عملية بها)، تليها اللغة الروسية (14%)، والألمانية (5%). وهذا يمثل انخفاضًا قدره 9 نقاط بالنسبة للغة الروسية منذ الاستطلاع السابق في عام 2012. يرجع ذلك إلى أن العديد من الأشخاص الذين تعلموا اللغة الروسية في المدرسة هم من جيل أكبر سناً، وبعضهم الآن متوفون أو مع مرور الوقت نسوا كيفية التحدث باللغة. عند سؤالهم عن اللغتين الأكثر فائدة للأطفال لتعلمهما في المستقبل، إلى جانب لغتهم الأم، قالت الأغلبية الساحقة من المشاركين إنهما اللغة الإنجليزية (81%)، بينما جاءت الألمانية في المرتبة الثانية (20%)، والروسية والإسبانية في المرتبة الثالثة بشكل مشترك (7% لكل منهما).